# Portland Pattern Repository
Das Portland Pattern Repository (auf Deutsch etwa: „Entwurfsmusterquellenlager Portland“) wurde vom US-amerikanischen Softwareautor Ward Cunningham als Wissensverwaltungswerkzeug im Rahmen der Entwurfsmuster-Theorie 1994 auf Basis der HyperCard-Systeme konzipiert. Es befasst sich mit Softwaredesign im Rahmen der objektorientierten Programmierung. 
Das Portland Pattern Repository basiert vor allem auf Wiki Wiki Web, einer freien Wiki-Software von Ward Cunningham. Wiki Wiki Web ist die erste Wiki-Software – das Portland Pattern Repository gilt somit als die älteste Wiki-Website. Es wird von Cunningham & Cunningham (C2) gehostet, und deshalb auch manchmal C2-Wiki genannt.

## Geschichte
Am 17. September 1987 veröffentlichte Cunningham zusammen mit Kent Beck den Aufsatz Using Pattern Languages for Object-Oriented Programs über Programmier-Entwurfsmuster. Sie hatten es für die OOPSLA 1987 geschrieben, wo sie es auch präsentierten. Dieser von Christopher Alexanders Architekturpatterns inspirierte Konzept von „Entwurfsmustern“ wurde unter Programmierern schnell populär, da der Ansatz der Entwurfsmuster es ihnen fortan deutlich erleichterte, Ideen und Lösungen, insbesondere solche, zu in der Programmierung häufig wiederkehrenden Problemstellungen, zu sammeln und miteinander auszutauschen.
1994 begann Cunningham dann mit der Entwicklung der WikiWikiWeb-Software. Am 25. März 1995 wurde es über das Internet der Öffentlichkeit verfügbar gemacht.
Cunningham & Cunningham ist die Softwareberatungsfirma von Ward Cunningham. Cunningham & Cunningham wurde am 1. November 1991 in Salem (Oregon) gegründet und nach Ward Cunningham und seiner Frau Karen R. Cunningham benannt. Die Internetdomäne c2.com wurde am 23. Oktober 1994 registriert.
Cunninghams Konzept stieß in der Software-Entwicklergemeinde auf reges Interesse, das schnell anwuchs. So umfassten die Seiten des WikiWikiWeb im Dezember 1995 bereits 2,4 MB Speicherplatz, Ende 1997 waren es 10 MB und Ende 2000 62 MB.